# Comité Paralímpico de las Maldivas
El Comité Paralímpico de las Maldivas es el comité paralímpico nacional que representa a Maldivas. Esta organización es la responsable de las actividades deportivas paralímpicas en el país. Es miembro del Comité Paralímpico Internacional y del Comité Paralímpico Asiático.